# Shahrudin Mahammadaliyev
Shahrudin Mahammadaliyev (Majachkalá, 12 de junio de 1994) es un futbolista ruso, nacionalizado azerí, que juega en la demarcación de portero para el Qarabağ F. K. de la Liga Premier de Azerbaiyán.

## Selección nacional
Tras jugar con la selección de fútbol sub-17 de Rusia, y tras nacionalizarse azerí, con la selección de fútbol sub-21 de Azerbaiyán y la sub-23, finalmente hizo su debut con la selección absoluta el 13 de octubre de 2020 en un partido de la Liga de Naciones de la UEFA contra Chipre que finalizó con un resultado de empate a cero.

## Clubes
| Club                | País       | Año       | Partidos | Goles |
| ------------------- | ---------- | --------- | -------- | ----- |
| Shahdag Qusar F. K. | Azerbaiyán | 2013      | 12       | 0     |
| Sumgayit F. K.      | Azerbaiyán | 2014-2015 | 35       | 0     |
| Qarabağ F. K.       | Azerbaiyán | 2016-2023 | 123      | 0     |
| Adana Demirspor     | Turquía    | 2023-2024 | 26       | 0     |
| Qarabağ F. K.       | Azerbaiyán | 2024-     | 12       | 0     |

## Palmarés

### Campeonatos nacionales
| Título                     | Club          | País       | Año  |
| -------------------------- | ------------- | ---------- | ---- |
| Liga Premier de Azerbaiyán | Qarabağ F. K. | Azerbaiyán | 2016 |
| Copa de Azerbaiyán         | Qarabağ F. K. | Azerbaiyán | 2016 |
| Liga Premier de Azerbaiyán | Qarabağ F. K. | Azerbaiyán | 2017 |
| Copa de Azerbaiyán         | Qarabağ F. K. | Azerbaiyán | 2017 |
| Liga Premier de Azerbaiyán | Qarabağ F. K. | Azerbaiyán | 2018 |
| Liga Premier de Azerbaiyán | Qarabağ F. K. | Azerbaiyán | 2019 |
| Liga Premier de Azerbaiyán | Qarabağ F. K. | Azerbaiyán | 2020 |
| Liga Premier de Azerbaiyán | Qarabağ F. K. | Azerbaiyán | 2022 |
| Copa de Azerbaiyán         | Qarabağ F. K. | Azerbaiyán | 2022 |
| Liga Premier de Azerbaiyán | Qarabağ F. K. | Azerbaiyán | 2023 |
| Liga Premier de Azerbaiyán | Qarabağ F. K. | Azerbaiyán | 2025 |